# Sovrani di Milano

Stemma della dinastia dei Visconti, i primi duchi della città. Lo stemma è ancora oggi uno dei simboli più storici di Milano.

Quello che segue è un elenco dei sovrani di Milano che hanno governato l'omonima entità statuale (signoria e poi ducato) dal Medioevo fino al finire del XVIII secolo.
Tale elenco esclude sia i governatori di Milano, che detennero il governo effettivo del ducato dalla dominazione spagnola nel 1500 fino alla dissoluzione del ducato nel 1796, sia i sovrani dello stato successore al ducato milanese, ovvero il Regno Lombardo-Veneto (in quanto coincidenti ai sovrani dell'Impero austriaco).